# فقاعة (طب)

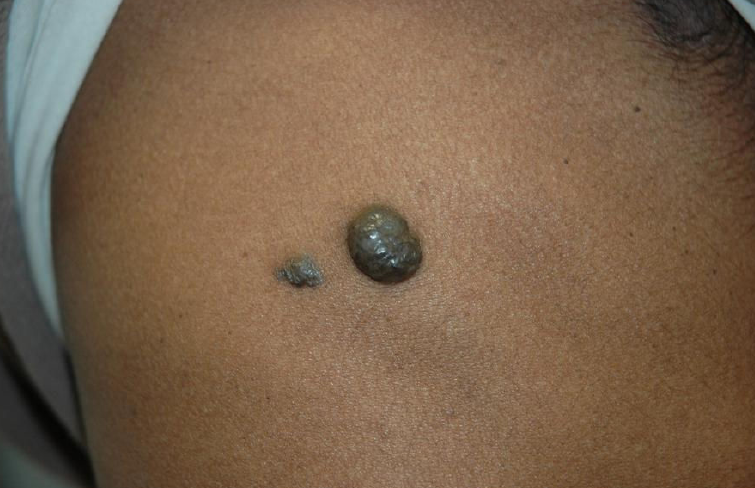
متلازمة الوحمة الفقاعية المطاطية الزرقاء

في الطب، الفقاعة هي نتوء يشبه البثرة (غالبًا ما يكون نصف كروي) مملوء بسائل مصلي. يمكن أن تتشكل الفقاعات في عدد من الأنسجة بسبب أمراض مختلفة، بما في ذلك قضمة الصقيع ويمكن أن "تظهر وتختفي خلال فترة زمنية قصيرة".
في علم الأمراض، الفقاعات الرئوية عبارة عن مساحات صغيرة تحتوي على الهواء ذات جدران رقيقة تحت الجنبة، لا يزيد قطرها عن 1-2 سم. سمك جدرانها أقل من 1 مم. إذا تمزقت، فإنها تسمح للهواء بالهروب إلى الفضاء الجنبي، مما يؤدي إلى استرواح الصدر التلقائي.
في طب العيون، يمكن أن تتشكل الفقاعات عمدا في علاج الجلوكوما. في مثل هذه العلاجات، تسهل الفقاعات الوظيفية تداول الخلط المائي، الذي يؤدي انسداده إلى زيادة ضغط العين. من المعروف أن استخدام جهاز تعديل جرح مصفوفة الكولاجين مثل الأولوجين أثناء جراحة الجلوكوما ينتج عنه فقاعات وعائية ووظيفية، والتي ترتبط بشكل إيجابي بمعدل نجاح العلاج.
في الرئتين، الفقاعة عبارة عن تجمع للهواء داخل طبقات غشاء الجنب الحشوي.
في الثدي، الفقاعة هي نفطة حليبية (تُعرف أيضًا باسم مسام الحلمة المسدود، أو نفطة الحلمة، أو "الحليب تحت الجلد").

## الفقاعة الرئوية
الفقاعة الرئوية عبارة عن تجمع هواء صغير يوجد في الفص العلوي للرئة ويقع بين الرئة والجنب الحشوي. عندما تنفجر الفقاعة، يتسرب الهواء إلى تجويف الصدر، مما يؤدي إلى استرواح الصدر وربما انهيار الرئة. تحدث الفقاعة عندما تنمو الفقاعات بشكل أكبر أو تتحد معًا لتكوين كيس أكبر. لا توجد أعراض عادة إلا في حالة حدوث استرواح الصدر أو نمو الفقاعة بشكل كبير جدًا. عادة ما ترتبط الفقاعات بانتفاخ الرئة.

## روابط خارجية
- التعريف الطبي لـ bleb على موقع MedicineNet.com

- نظام الدرجات مورفيلدز بليب